# Guillermo Díaz (baloncestista)
Guillermo José Díaz González (San Juan de Puerto Rico; 4 de marzo de 1985) es un jugador de baloncesto puertorriqueño. Mide 1,88 metros y se desempeña en la posición de escolta. Tiene el mérito de haber sido el quinto jugador puertorriqueño en ser incluido en el draft de la NBA.

## Trayectoria deportiva

### High School
Jugó en Miami Christian High School.
Y Bayamon military academy en Bayamon Puerto Rico en donde también era jugador de voleibol.

### Universidad
Díaz jugó durante 3 temporadas con los Hurricanes de la Universidad de Miami, finalizando 10.º máximo anotador de la historia de la misma, con 1477 puntos. Fue elegido All-American y elegido dos años consecutivos en el mejor quinteto de la Atlantic Coast Conference. en total promedió 15,9 puntos, 3,4 rebotes y 2,6 asistencias en 93 partidos jugados.

### Profesional
Fue elegido en el puesto 52 de la segunda ronda del Draft de la NBA de 2006 por Los Angeles Clippers, pero al no convencer a los técnicos en el campus de verano, tomó la decisión de fichar por el ČEZ Basketball Nymburk de la Liga Checa. Allí disputó tan solo media temporada, ya que no consiguió adaptarse al estilo de vida del país, dejando la competición como líder de anotación con 20,1 puntos por partido. Antes de regresar a Estados Unidos, jugó 5 partidos con el Olympiada Patras de la Liga Griega. 
El 16 de agosto de 2007 firmó un contrato por 3 años con Los Angeles Clippers, a cambio de 2 millones de dólares.
Díaz se convirtió en jugador de los Capitanes de Arecibo del Baloncesto Superior Nacional en mayo de 2010.
A fines de 2017 fue fichado por Olímpico de la Liga Nacional de Básquet de Argentina.

## Selección nacional
Díaz jugó en varias ocasiones para la selección de baloncesto de Puerto Rico. Entre los torneos en los que participó con el equipo nacional se destacan la Copa Mundial de Baloncesto de 2010, el Campeonato FIBA Américas de 2009 y 2015, y el Torneo Preolímpico FIBA 2016. 
Con la selección de baloncesto 3x3 de Puerto Rico actuó en la FIBA 3x3 AmeriCup de 2022.   